# Roków
Roków ist eine Ortschaft mit einem Schulzenamt der Gemeinde Wadowice im Powiat Wadowicki der Woiwodschaft Kleinpolen in Polen.

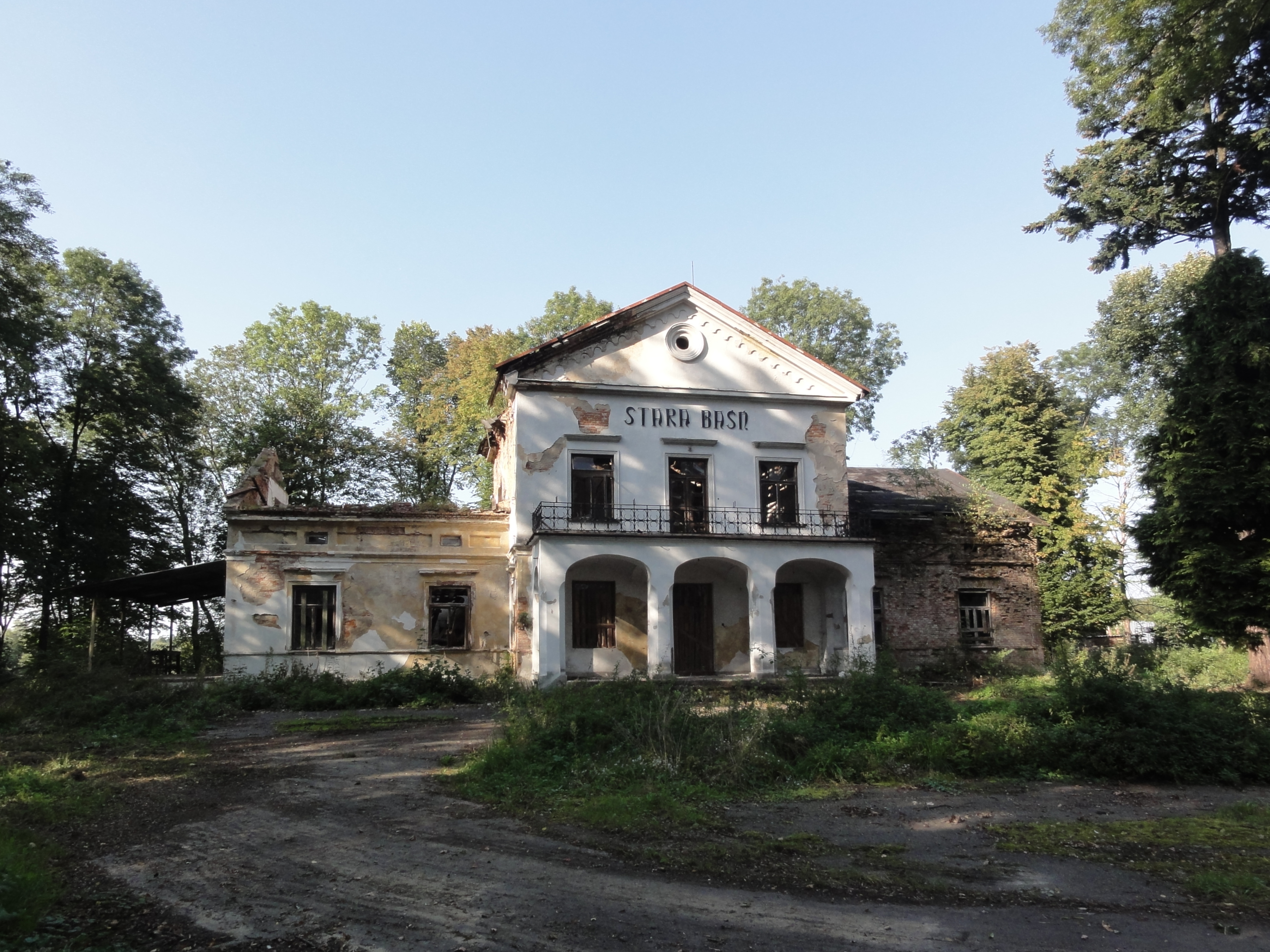
Ehemaliger Gutshof

## Geographie
Der Ort liegt am rechten Ufer der Skawa. Die Nachbarorte sind die Stadt Wadowice im Westen, Witanowice im Norden, Babica im Nordosten sowie Klecza Dolna im Südosten.

## Geschichte
Die Erwähnungen aus den Jahren 1238 und 1243 überliefern die Verleihung des Dorfs von Janko der Familie Gryfici an die Benediktinerinnen in Staniątki. Im Jahre 1254 gehörte schon das Dorf mit beiden Ufer der Skawa (sowie mit Mucharz, Facimiech, Krzęcin, Grodzisko) den Prämonstratenserinnen in Zwierzyniec (jetzt Krakau). Das Dorf wurde wahrscheinlich in einige Teile geteilt, weil der Teil am linken Ufer im Besitz der Prämonstratenserinnen blieb und in der Mitte des 17. Jahrhunderts von der Stadt Wadowice eingenommen wurde. Das Gebiet zwischen den Flüssen Skawa im Westen und Skawinka im Osten wurde im Jahr 1274 von Kleinpolen abgetrennt und ans Herzogtum Oppeln angeschlossen. Das Herzogtum Oppeln wurde 1281 nach dem Tod von Wladislaus I. von Oppeln geteilt. Ab 1290 gehörte das Dorf zum Herzogtum Teschen und seit 1315 zum Herzogtum Auschwitz, ab 1327 unter Lehnsherrschaft des Königreichs Böhmen. Seit 1445 gehörte es zum Herzogtum Zator, dieses wurde im Jahr 1494 an den polnischen König verkauft. 1564 wurde es als Teil des neuen Kreises Schlesien der Woiwodschaft Krakau in das Königreich Polen, ab 1569 die polnisch-litauische Adelsrepublik, völlig inkorporiert.
Bei der Ersten Teilung Polens kam Roków 1772 zum neuen Königreich Galizien und Lodomerien des habsburgischen Kaiserreichs (ab 1804). Ab 1782 gehörte es dem Myslenicer Kreis (1819 mit dem Sitz in Wadowice). Nach der Aufhebung der Patrimonialherrschaften bildete es nach 1850 eine Gemeinde im Bezirk Wadowice.
1918, nach dem Ende des Ersten Weltkriegs und dem Zusammenbruch der k.u.k. Monarchie, kam Roków zu Polen. Unterbrochen wurde dies nur durch die Besetzung Polens durch die Wehrmacht im Zweiten Weltkrieg. Es gehörte dann zum Distrikt Krakau im Generalgouvernement.
Von 1975 bis 1998 gehörte Roków zur Woiwodschaft Bielsko-Biała.